# Сюй Синьлян
Сюй Синьля́н (кит. трад. 許信良, упр. 许信良, пиньинь Xǔ xìnliáng; род. 27 мая 1941) — тайваньский политик.
Сюй Синьлян получил политологическое образование. Он начал свою политическую карьеру как член партии Гоминьдан, в 1973—1977 годах был депутатом Провинциальной ассамблеи Тайваня. В 1977 году Сюй Синьлян покинул Гоминьдан, в том же году как независимый кандидат стал главой исполнительной власти округа Таоюань.
После антиправительственных выступлений 1979 года Сюй Синьлян, как их активный участник, был выслан из страны в США. Он дважды пытался вернуться на Тайвань — в 1986 году его не пустили в страну, а в 1989 году арестовали за незаконное пересечение границы на китайском судне и до 1990 года он находился в тюрьме.
С 20 января 1992 по 4 декабря 1993 и 18 июля 1996 по 18 июля 1998 — председатель Демократической прогрессивной партии, выступающей за независимый статус Тайваня. Дважды Сюй Синьлян выставлял свою кандидатуру на предварительных внутрипартийных выборах кандидата в президенты, оба раза не смог получить поддержки большинства. После поражения на «праймериз» 1999 года он покинул ДПП.
В 2000 году Сюй Синьлян принял участие в президентских выборах как независимый кандидат, занял 4 место из 5 кандидатов с 0,63 % голосов.
После президентских выборов 2004 года, Сюй Синьлян провёл трёхдневную голодовку у президентского дворца, обвиняя президента от ДПП Чэнь Шуйбяня в нарушениях в проведении выборов.
В декабре 2004 года Сюй Синьлян участвовал в выборах в парламент Тайваня, но избран не был.